# Epirhyssa frohbergi
Epirhyssa frohbergi là một loài tò vò trong họ Ichneumonidae.